# Carmen Valdés
Carmen Laura Valdés Capote (* 23. November 1954 in San José de las Lajas) ist eine ehemalige kubanische Sprinterin.
Bei den Olympischen Spielen 1972 in München erreichte sie über 100 Meter das Halbfinale und gewann in der 4-mal-100-Meter-Staffel mit der kubanischen Mannschaft in der Besetzung Marlene Elejarde, Valdés, Fulgencia Romay und Silvia Chivás die Bronzemedaille.
Vier Jahre später schied sie bei den Olympischen Spielen 1976 in Montreal über 100 Meter im Viertelfinale und mit der kubanischen Stafette im Vorlauf aus.
1973 wurde sie über 100 Meter Zentralamerika- und Karibik-Vizemeisterin. Bei den Zentralamerika- und Karibikspielen 1974 siegte sie über 100 und 200 Meter.